# Франс II
«Франс II» (фр. France II) — французский пятимачтовый барк. Считается одним из самых больших парусников в истории судостроения. Заложен на верфях «Chantiers et Ateliers de la Gironde» в Бордо в 1911 году. Полная длина составляет 146,20 м.

## История
«Франс II» сошёл со стапелей в 1912 году, став самым крупным парусным судном на момент постройки. Судно было построено для компании Société des Navires Mixtes, занимавшейся торговлей никелевой рудой, и предназначалось для грузовых перевозок по маршруту Европа — Новая Каледония.
Во время Первой мировой войны, в 1916 году, барк был продан компании Compagnie Francaise de Marine et Commerce of Rouen, которая установила на нём 90-мм пушки. 27 февраля 1917 года на пути в Монтевидео парусник был атакован немецкой подводной лодкой, однако, используя паруса и тягу двигателей, ему удалось ускользнуть и благополучно достичь Монтевидео. Вслед за этим «Франс II» забрал груз в Нью-Йорке для доставки в Аделаиду, а затем отправился в Новую Каледонию.
По возвращении барка во Францию в 1919 году судовые двигатели были демонтированы, и он был буксирован в Шилдс (Англия) на погрузку угля для отправки в Балтимор. После Балтимора «Франс II» совершил три трансатлантических похода, перевозя уголь из Англии в Новую Зеландию. В сентябре 1921 года он отбыл с крупным грузом из Веллингтона в Лондон. Через 90 дней, по прибытии в Лондон барк был загружен цементом, вагонетками и рельсами для шахт Новой Каледонии, которой он достиг 19 мая 1922 года, затратив на проход 105 дней.
12 июля 1922 года «Франс II» с грузом руды наскочил на риф в 43 милях от столицы Новой Каледонии Нумеа. Остов оставленного судна был продан его владельцами за 2000 фунтов стерлингов.
Во время Второй мировой войны, в 1944 году судно, которое до этого времени так и находилось на мели, попало под прицел американского бомбардировщика и было уничтожено в ходе учебной бомбардировки.
В 1996 году во Франции был основан проект «Возрождение Франс II» с целью создания полноразмерной копии судна.